# Autoba rufifascia
Autoba rufifascia är en fjärilsart som beskrevs av W. Warren 1913. Autoba rufifascia ingår i släktet Autoba och familjen nattflyn. Inga underarter finns listade i Catalogue of Life.